# Artur Adson

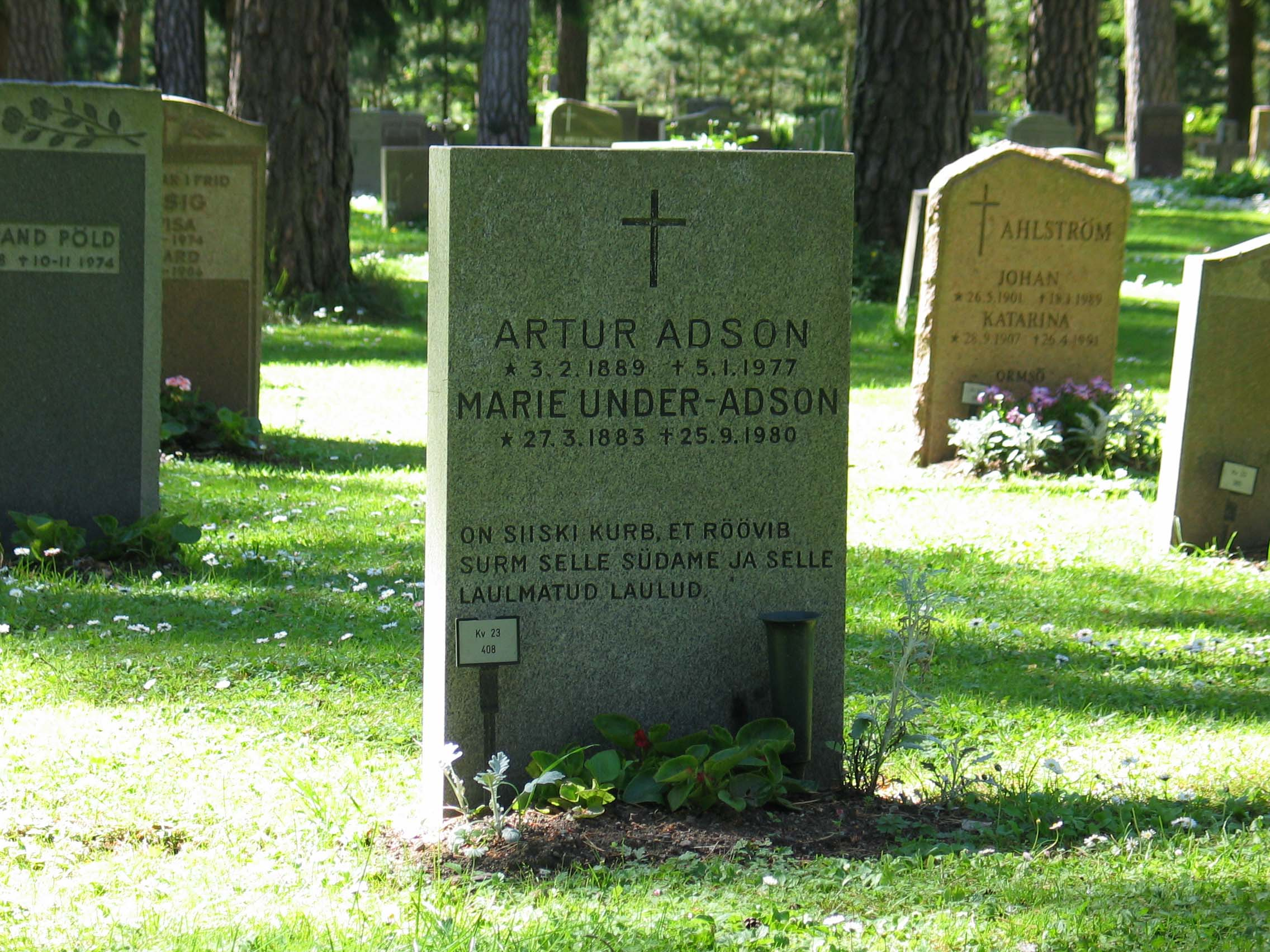
Artur Adsons och makans grav på Skogskyrkogården.

Artur Adson, född 3 februari 1889 i Tartu och död 5 januari 1977 i Stockholm, var en estnisk poet, dramatiker och teaterkritiker. Han tillhörde den estniska litterära gruppen Siuru och var gift med poeten Marie Under. Från 1944 och fram till sin död var han bosatt i Sverige. Artur Adson är begravd på Skogskyrkogården i Stockholm.

## Utvalda verk

### Diktsamlingar
- Själens eldar (Henge palango) 1917
- Den gamla lyktan (Vana laterna) 1919
- Rosenkransen (Roosikrants) 1920
- Pärlfloden (Pärlijõgi) 1931
- Versask (Värsivakk) 1959
- Fridbackens kantele (Rahumäe kannel) 1973

### Minnesromaner
- Handkvarnen (Käsikivi) 1922
- Fyra kvarnar (Neli veskit) 1946
- Småstadsmusikanten (Väikelinna moosekant) 1946
- Siuru-boken (Siuru-raamat) 1949
- En svunnen värld (Kadunud maailm) 1954

### Pjäser
- Sankt Tomasdagen (Toomapäev) 1928
- Fyra konungar (Neli kuningat) 1931
- Levande kapital (Elav kapital) 1934
- En duva flyger till havs (Üks tuvi lendab merele) 1937

### Fotnoter
1. 1 2  Eesti biograafiline andmebaas ISIK, Eesti biograafiline andmebaas-ID: 2692, läst: 9 oktober 2017.[källa från Wikidata]
2. 1 2  Tjeckiska nationalbibliotekets databas, NKC-ID: ola2002142131, läst: 23 november 2019.[källa från Wikidata]
3. ↑  Gemeinsame Normdatei, läst: 31 december 2014.[källa från Wikidata]
4. ↑  Kangro, Bernard (1976). Eestlased Rootsis. Lund: Eesti Kirjanike Kooperatiiv, s. 24.